# 青森県立金木高等学校
青森県立金木高等学校（あおもりけんりつ かなぎこうとうがっこう, 英: Aomori Prefectural Kanagi High School）とは、青森県五所川原市金木町芦野にあった県立高等学校。略称「金高」（きんこう）。

## 概要
歴史
1948年（昭和23年）に青森県立五所川原農林高等学校の定時制分校として開校。1952年（昭和27年）に独立し、1962年（昭和37年）に青森県に移管され、定時制課程を全日制課程に転換した上で現校名となった。独立した1952年（昭和27年）を創立年としており2012年（平成24年）に創立60周年を迎えた。
設置課程・学科
全日制課程 普通科
校訓
「誠実・進取・建設」
校章
校歌
歌詞は2番まであり、校名は歌詞中に登場しない。

## 沿革
本校
- 1948年（昭和23年）6月11日 - 青森県立五所川原農林高等学校金木分校（昼間定時制農業課程）が金木町立金木小学校に併置される。
- 1952年（昭和27年）- 創立年
  - 4月16日 - 金木町外五ヶ町村学校組合（一部事務組合）が設立され、組合立の分校となる。
  - 10月1日 - 青森県立五所川原農業高等学校より分離し、青森県金木高等学校（組合立・定時制普通課程）として独立。農業課程を廃止。
- 1953年（昭和28年）4月1日 - 相内分校（定時制）を設置。
- 1954年（昭和29年）4月1日 - 小泊分校（定時制）を設置。
- 1955年（昭和30年）9月10日 - 校舎の一部が完成。
- 1959年（昭和34年）2月6日 - 校歌を制定。
- 1968年（昭和43年）- 校歌を改定。
- 1962年（昭和37年）4月1日 - 青森県に移管され「青森県立金木高等学校」（現校名）に改称。定時制普通課程から全日制課程普通科に転換。家政科を設置。
- 1963年（昭和38年）
  - 3月1日 - 定時制課程普通科を併置。
  - 3月31日 - 体育館（現・第2体育館）が完成。
  - 9月14日 - 校舎を増築（第一期工事が完了）。
- 1964年（昭和39年）10月30日 - 理科室と特別教室が完成。
- 1965年（昭和40年）3月31日 - 定時制課程普通科を廃止。
- 1966年（昭和41年）11月30日 - 図書館と音楽室が完成。
- 1968年（昭和43年）1月16日 - 校舎西側を増築。
- 1969年（昭和44年）
  - 7月21日 - 野球場が完成。
  - 9月29日 - 体育館ステージが完成。
- 1971年（昭和46年）10月15日 - 校舎北側を増築。
- 1972年（昭和47年）6月5日 - 格技場が完成。
- 1973年（昭和48年）12月19日 - 生徒会館が完成し、友愛館と命名。
- 1974年（昭和49年）
  - 1月30日 - 青森県養鶏指導所の所有地が移管される。
  - 9月11日 - 新校舎の一部が完成。
  - 9月13日 - 新校舎（一部）の使用を開始。
- 1975年（昭和50年）
  - 3月31日 - 金木営林署から貯木場が払い下げられる。
  - 5月9日 - 弓道場が完成。
- 1976年（昭和51年）
  - 2月10日 - 管理棟（一部）の使用を開始。
  - 5月13日 - 管理棟が完成。
- 1977年（昭和52年）10月25日 - 駐輪場が完成。
- 1978年（昭和53年）7月29日 - 野球場を整備。
- 1979年（昭和54年）
  - 7月9日 - 中庭の整備が完了。
  - 10月16日 - 正門横の庭園が完成し、清風園と命名。
- 1980年（昭和55年）3月 - 家政科の募集を停止。
- 1982年（昭和57年）
  - 3月31日 - 家政科を廃止。
  - 9月6日 - 創立30周年を記念して第1体育館が完成。
  - 12月3日 - 校門が完成。
- 1989年（平成元年）11月2日 - 中庭の造園が完了。
- 1991年（平成03年）
  - 7月31日 - 中校舎と友愛館を解体。
  - 12月26日 - 新友愛館が完成。
- 1994年（平成06年）4月1日 - この時の入学生から制服を改定。
- 1998年（平成10年）2月10日 - 校舎の大規模改修が完了。
- 2000年（平成12年）7月1日 - 新テニスコートが完成。
- 2001年（平成13年）
  - 1月26日 - 教育工学室を情報技術室に改修。
  - 4月1日 - 相内分校の名称を、市浦分校に改称。
  - 7月23日 - 中央広場が完成。
- 2008年（平成20年）3月31日 - 小泊分校を廃止。
- 2012年（平成24年）3月19日 - 校内で「太宰歌留多大会」が行われた。その様子は当日午後にRABで放送された。
- 2021年（令和03年）3月 - 五所川原工業高校（統合後は「五所川原工科高校」と改称）への統合により、募集停止[1]。
- 2023年（令和05年）
  - 3月1日 - 最後の卒業式挙行。最後の卒業生は17名[2]。
  - 3月31日 - 閉校[3]。

市浦分校
- 1953年（昭和28年）

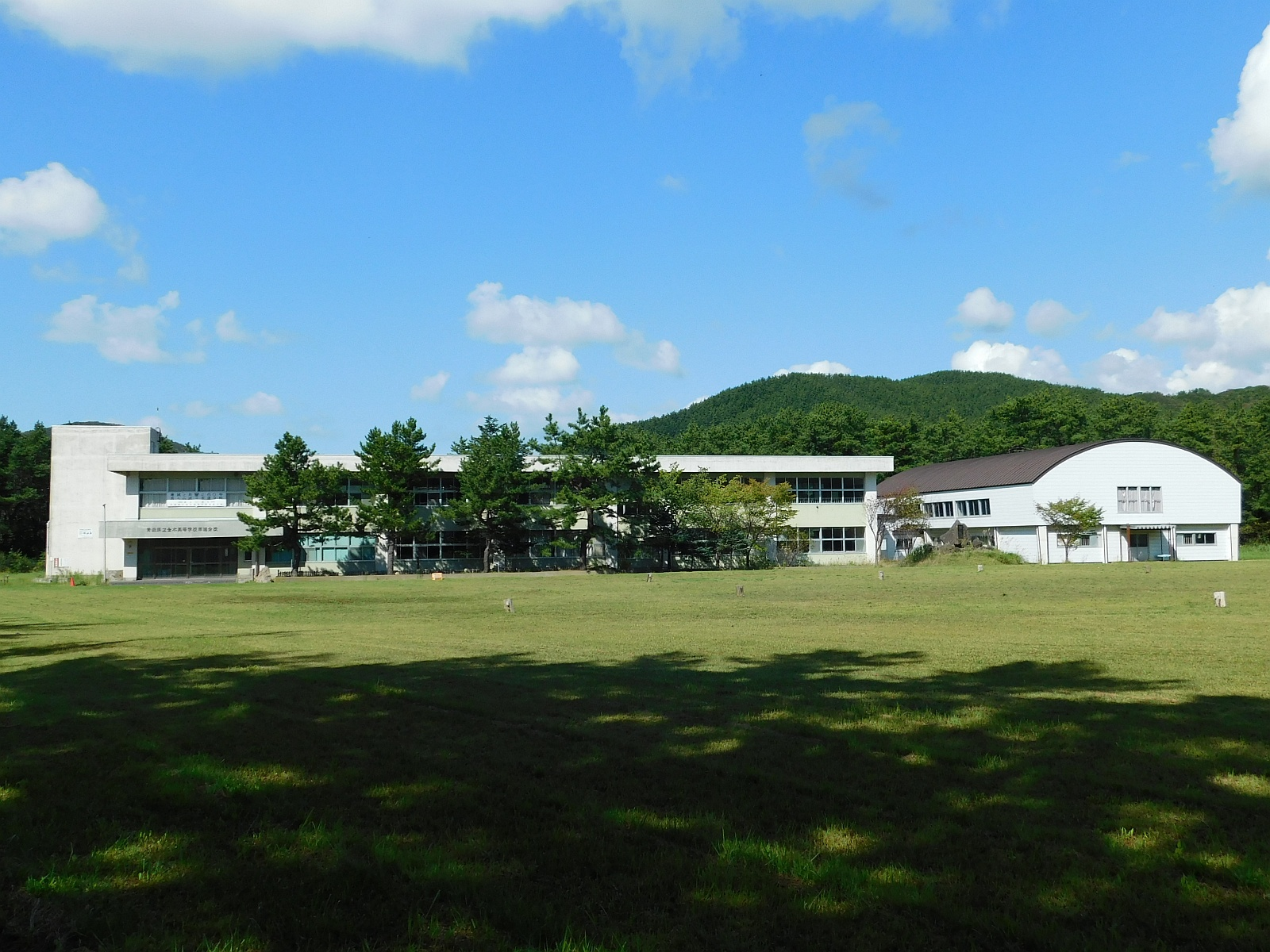
市浦分校の校舎遠景（閉校後の2020年撮影）

  - 4月1日 - （組合立）「青森県金木高等学校相内分校」（定時制）が相内中学校に併置される。
  - 5月1日 - 開校式と第1回入学式を挙行。
- 1955年（昭和30年）4月1日 - 相内小学校の旧校舎に移転。
- 1963年（昭和38年）3月1日 - 「青森県立金木高等学校相内分校」に改称。
- 1970年（昭和45年）9月7日 - 市浦村立市浦中学校の旧校舎に移転。
- 1991年（平成03年）4月1日 - 修業年限を4年から3年に変更。
- 2001年（平成13年）
  - 8月10日 - 「青森県立金木高等学校市浦分校」に改称。
  - 8月28日 - 市浦村立脇元小学校の旧校舎（同年3月31日閉校・北緯41度05分22.9秒 東経140度19分27.8秒 / 北緯41.089694度 東経140.324389度）に移転。
- 2002年（平成14年）4月1日 - 2学期制を導入。
- 2010年（平成22年）4月1日 - 8年ぶりに3学期制に戻す。
- 2017年（平成29年）11月4日 - 閉校式挙行[4]。
- 2018年（平成30年）3月31日 - 廃校。

## 部活動
本校
運動部での輝かしい成績は現在は廃部となり存在しないが、ウエイトリフティング部（重量挙げ部）である。全国大会での優勝、入賞を数回しており「金木高校にウエイトリフティングあり」と言われた。また全国でも珍しい三味線部が有名である。
運動部
- 陸上競技部
- 硬式野球部
- バスケットボール部（平成24年から男子のみ）
- バレーボール部
- テニス部
- 卓球部
- 空手部
- 弓道部

文化部
- パソコン部
- 茶華道部
- 書道部
- 三味線部
- ボランティア部

## 著名な出身者
- 武州山隆士 - 大相撲力士
- 小田桐仁義 - シンガーソングライター

## 交通アクセス
本校
- 津軽鉄道線金木駅から、徒歩約740m・約12分。

市浦分校（閉校時点）
- 弘南バス「上脇元」バス停下車後、徒歩約330m・約5分。
- 津軽鉄道線津軽中里駅から、
  - 上述の路線バスで、「上脇元」バス停まで34分、下車後徒歩。
  - 自動車で約22km・約30分。